# 正司考祺
正司 考祺（しょうじ こうき、1793年（寛政5年）- 1858年1月20日（安政4年12月6日））は、江戸時代後期の経世家である。字は子寿、通称は庄治。号に碩渓、南鴃がある。

## 経歴・人物
肥前の有田で商人の子として生まれる。幼年期は貧困に悩まされたが、後に独学で経済を学び、産業開発や国産の増殖、町の復興に携わり貧窮から脱した。後に経世書を数多く執筆し、古今の学説を参照して、平等な社会の重要を唱えた。
金利の制限の撤廃や均田制の反対、武士の帰農を主張して、商人の自由を唱えるといった新しい学説を唱えた。この発想は、極めて類がない学説であり、後のブルジョワジーの発端ともなったと一部の学者からみなされている。
また、安積艮斎や佐藤一斎ら儒学者とも親交をもった。

## 主な著作物

### 主著
- 『経済問答秘録』- 1841年（天保12年）刊行。
- 『天明録』- 1856年（安政3年）刊行。

### その他の著書
- 『家職要道』
- 『武家七徳』- 1845年（弘化2年）刊行。

※いずれも経世書である。